# FK Podgorica
FK Podgorica is een Montenegrijnse voetbalclub uit de hoofdstad Podgorica.

## Geschiedenis
De club werd in 1970 opgericht als OFK Mladost 1970 Lješkopolje. In 1973 werd de club kampioen waardoor ze naar de hoogste Montenegrijnse competitie promoveerden, op dat moment de derde klasse van Joegoslavië. In het eerste seizoen werd de club elfde en in het tweede jaar zestiende waardoor ze degradeerden. Eind jaren zeventig werd de club opgedoekt.
In 2014 werd de club nieuw leven ingeblazen en in 2015/16 ging de club van start in de derde klasse. In 2017 werd de club kampioen en promoveerde naar de Druga Liga. De club werd meteen vicekampioen achter FK Mornar en nam zo deel aan de play-offs om promotie tegen eersteklasser OFK Petrovac. Nadat de club thuis met 0-3 verloor speelden ze daarna 2-2 gelijk en promoveerden dus niet. In 2018/19 kon de club de titel winnen en zorgde zo voor een eerste promotie ooit naar de hoogste klasse. In de beker bereikten ze de kwartfinale die ze verloren van Budućnost. In de zomer van 2019 nam de club de nieuwe naam FK Podgorica aan. 
In 2021 behaalde club de 4e plaats in de Liga. Omdat kampioen Buducnost ook de beker won mag de club in 2021/22 debuteren op het Europese toneel.

## In Europa
Uitslagen vanuit gezichtspunt FK Podgorica
| Seizoen | Competitie               | Ronde | Land             | Club    | Totaalscore | 1e W    | 2e W       | PUC |
| ------- | ------------------------ | ----- | ---------------- | ------- | ----------- | ------- | ---------- | --- |
| 2021/22 | Europa Conference League | 1Q    | Vlag van Albanië | KF Laçi | 1-3         | 1-0 (T) | 0-3 nv (U) | 1.0 |

Totaal aantal punten voor UEFA coëfficiënten: 6.5